# Ефект сноба
Ефект сноба — термін, що описує одну з трьох поведінок людини при покупці товару (інші дві це ефект приєднання та ефект Веблена). За ефекту сноба поведінка людини прямо протилежна поведінці людини за     ....ефекту приєднання, що втілюється у прагненні купити товар, який не купують інші. Призначення цього ефекту — вказати на індивідуальність, креативність чи відособленість людини, яка купує товар. Ймовірність того, що товар буде куплений даною людиною тим менша, чим більша його популярність на ринку.